# St. Nikolaus (Klein-Krotzenburg)

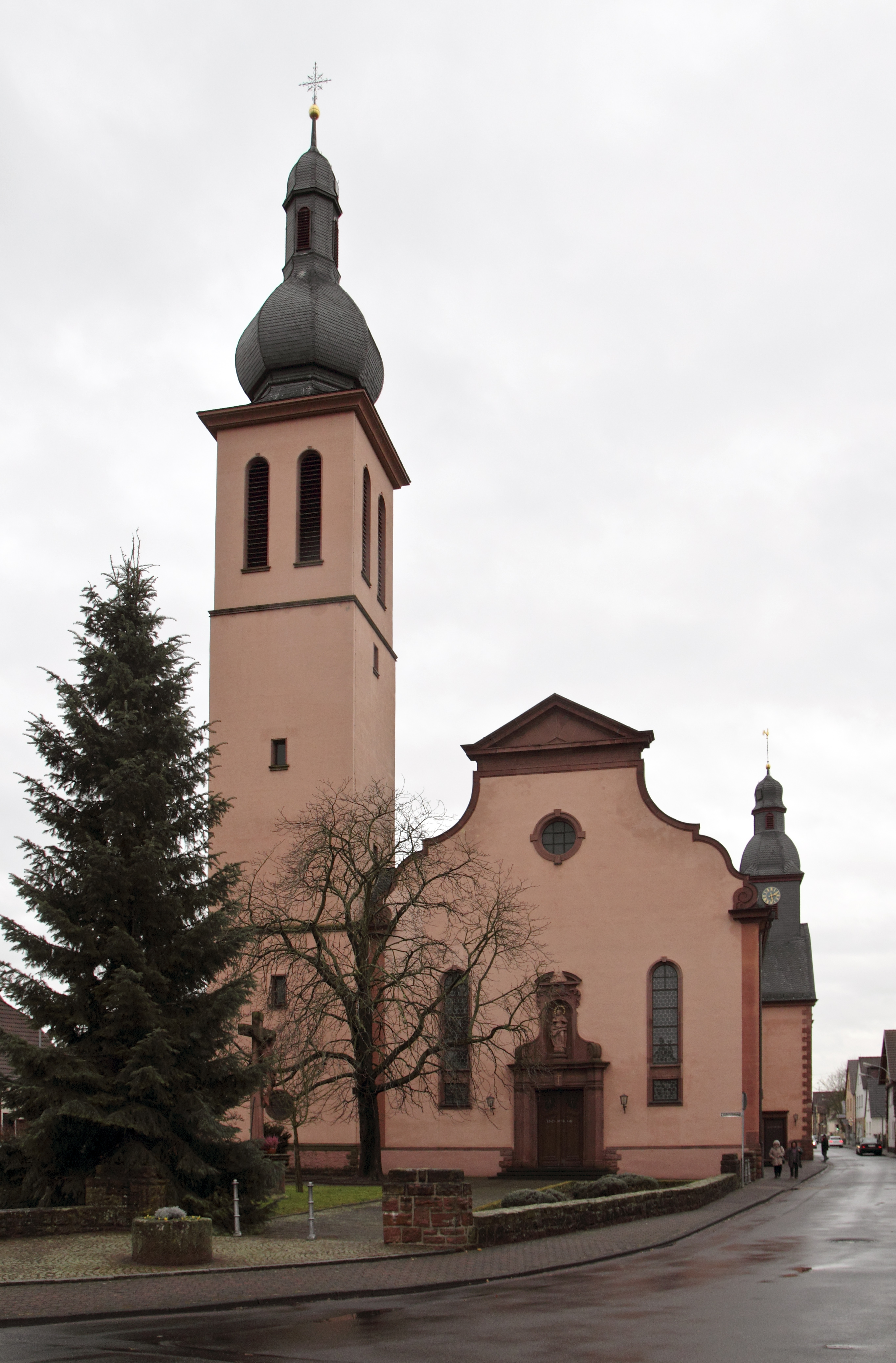
Pfarrkirche St. Nikolaus

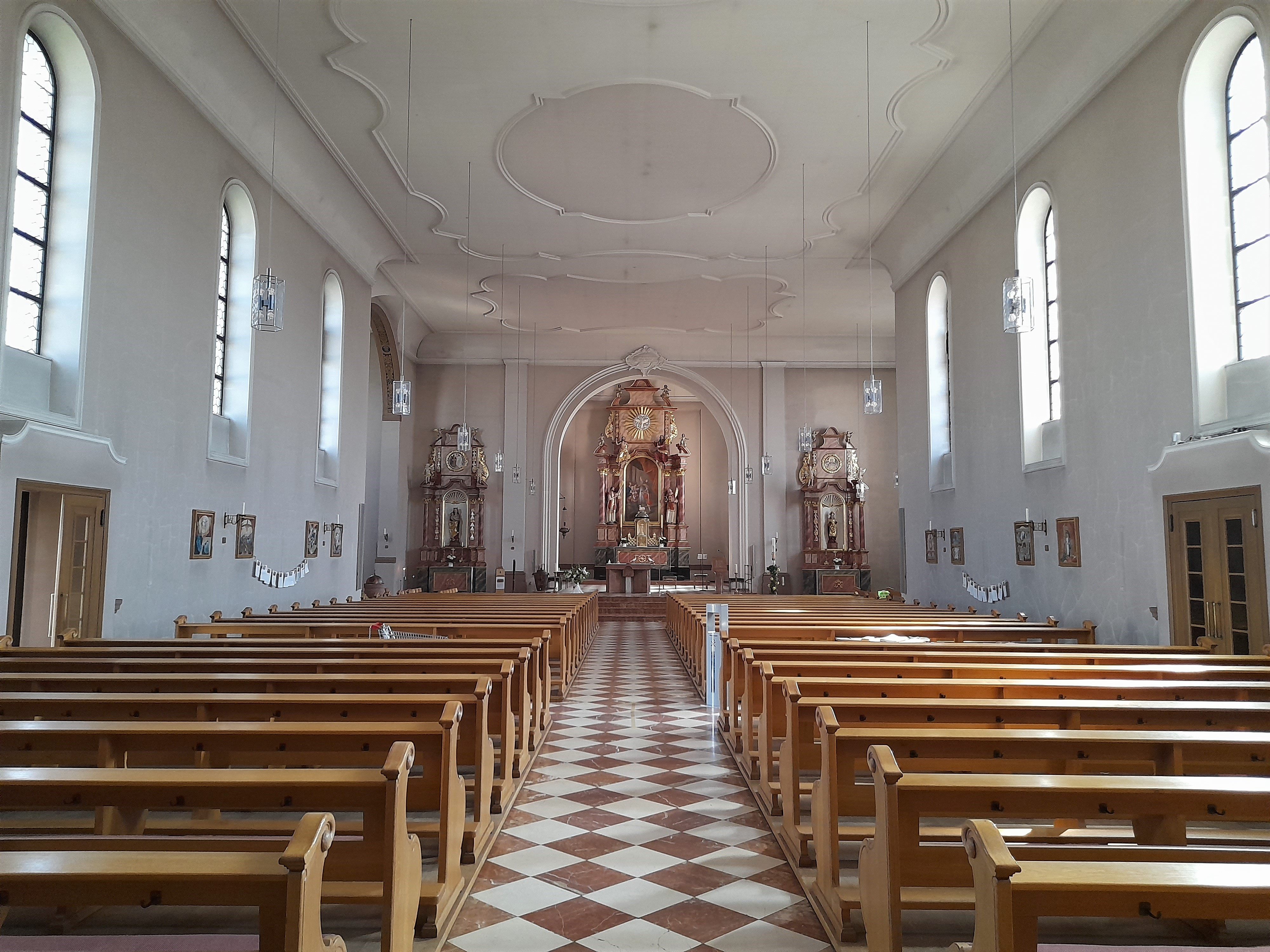
Innenraum der Kirche

St. Nikolaus ist eine Pfarrkirche im barocken Baustil in Klein-Krotzenburg. Fundamente weisen auf Vorgängerbauten bis ins Mittelalter zurück. Sie ist in ihrer heutigen Form kreuzförmig angelegt, unterteilt in ein Langhaus sowie ein Querschiff und steht in der Dorfmitte von Klein-Krotzenburg. 1988 aus ungeklärten Gründen fast vollständig abgebrannt, wurde sie wieder rekonstruiert und 1991 wieder geweiht. Zur Kirchengemeinde St. Nikolaus ist auch die Liebfrauenheide zugehörig.

## Geschichte der Kirche und Kirchengemeinde
Die heutige Kirche ist mit 250 Jahren, rein kirchengeschichtlich hinsichtlich der Gemeinde gesehen, ein relativ junger Bau, ihre Fundamente weisen aber auf Vorgängerkirchen weit älteren Datums hin. Die Kirchengemeinde Klein-Krotzenburg wird erstmals im Jahre 1175 urkundlich als „Crucenburch“ erwähnt. Der Name „Cruc“ leitet sich von „Kreuz“ ab und weist auf eine schon damalige christlich geprägte Gemeinde hin.
Seit etwa 1300 bestand eine eigene Pfarrei mit Priestern aus der Abtei Seligenstadt. Um 1366 wird erstmals der Bau einer Kirche erwähnt, die aus nicht mehr bekannten Gründen wenig später wieder abgerissen wurde. Ein zweiter Bau im gotischen Stil ist ab dem 15. Jahrhundert nachweisbar. Das noch heute erhaltene „Gotische Chörchen“ weist mit einer in die Mauer gehauenen Jahreszahl auf den Palmsonntag des Jahres 1437 hin. Eine päpstliche Bulle vom 8. Dezember 1513 verordnete den Zuschlag der Gemeinde zur Abtei Seligenstadt, so dass die Kirchengemeinde ihre Unabhängigkeit verlor. Eine auf den 13. November 1517 datierte Urkunde erwähnt die Kirche erstmals im Zusammenhang mit dem Auftrag der Seelsorge für Klein-Krotzenburg.
1602 wurde die Kirche erweitert, allerdings in den Wirren des Dreißigjährigen Krieges stark beschädigt bzw. zerstört. Spendenaufrufe aus den Jahren von 1670 bis 1680 weisen auf den Neubau bzw. Wiederaufbau der Kirche hin. Aus nicht überlieferten Gründen wurde die neue Kirche kurz danach wieder abgerissen. Fundament- und Mauerreste, die in der Mitte der 1970er Jahre bei Sanierungsarbeiten entdeckt wurden, hätten bei näherer Untersuchung über die Gründe Aufschluss geben können, auf genaue Erforschung wurde allerdings verzichtet, um den zügigen Fortgang der Arbeiten nicht zu unterbrechen.
Um das Jahr 1620 entstand das Gnadenbild der Schmerzhaften Muttergottes, das heute in der Kapelle der Liebfrauenheide zu sehen ist. Das hölzerne geschnitzte und bemalte Gnadenbild wurde im Jahre 1648 von einem Hirten in einer hohlen Eiche gefunden. An dem Ort befand sich vor dem Dreißigjährigen Krieg ein Ort namens Dreckshausen, der während des Krieges vernichtet wurde. Es wird vermutet, dass jemand aus dem Dorf das Bild, das von Verarbeitung und Kunststil auf einen Laienkünstler hinweist, versteckte, um es vor Plünderungen zu schützen.
Nach Krieg und Pest war die Gemeinde auf neun Familien zusammengeschrumpft. 1711 wurde das heutige Pfarrhaus als Sommerresidenz der Abtei Seligenstadt unter Abt Franz Blöchinger errichtet. 1736 wurde die erste Kapelle auf der Liebfrauenheide erbaut. Die Grundsteinlegung der barocken Pfarrkirche erfolgte 1754. 1755 wurde die Wallfahrt zur Liebfrauenkapelle untersagt, der Bau verkauft und abgerissen und das Gnadenbild in die Pfarrkirche übertragen. Am 5. Oktober desselben Jahres erfolgte die Kirchweihe durch Weihbischof Christoph Nebel.